# Desporto profissional
Um desporto está dito profissional quando os seus praticantes vivem da sua atividade desportiva. Um desportista está dito profissional quando recebe um salário pelo seu clube ou do seu patrocinador para praticar uma disciplina desportiva. Quando este salário é insuficiente para viver do desporto, falar-se-á então de um semi-profissional. De numerosos acontecimentos desportivos recompensam os melhores competidores por uma recompensa que pode ser pecuniária sem no entanto ser taxada de profissionais.

## Fichas cronológica

### Antiguidade
Em 580 a.C. em Atenas, Solon promulga uma lei que precisa que a cada Ateniano vencedor dos Jogos Olímpicos receberá 500 drachmes. Esta medida que pretende motivar os desportistas atenianos oficializa a profissionalidade já amplamente difundido em toda a Grécia antiga. A moeda é uma inovação velha de menos de um século. As cidades mostram-se assim mais generosas que as ligam as demais, cobrindo de ouro e de honras os campeões que levavam elevado as suas cores. As transferências de atletas de uma cidade à outra generalizam-se a este período, ao grande cólera dos cidadãos-apoiantes que manifestam, às vezes muito violentamente, o seu descontentamento em frente a estes autêntica traições.
Mesmo fenómeno em Roma com de bem estar considerável prestado aos desportistas. Assim, em 146 ao óbito do célebre aurige romano Diocles (104-146) se aprende que em 24 anos de carreira, este « hispanus lusitanus » tem tomado parte a 4 257 carreiras para 1462 vitórias e seus ganhos financeiros em eventos de carreira, de vitória ou de transferência se elevam a 35 863 120 sesterces. É mais que a fabulosa herança de Néron (30 milhões de sesterces). A transferência da aurige Fuscus da facção azul nos alvos informou 400 000 sesterces ao jovem montador.

### De Francisco I à Pedra de Coubertin
Em 9 de novembro de 1527, por cartas patentes do rei da França Francisco I a profissionalidade desportiva foi oficializada na França, sobretudo no jeu de paume. Este texto revolucionário põe efectivamente no mesmo plano os ganhos de um jogador de ténis e as labores do trabalho. Desde bem muito tempo já, apostas e convites tinham transformado de facto esta atividade desportista em oficio para muitos. Se existiam ainda 29 jogadores profissionais de Ténis real em Paris no meio da década de 1780.
Sobre ambas margens manchegas, os jockeys dos turfe estavam remunerados desde o século XVII, mas faz falta esperar até 1846 para presenciar a profissionalização de um desporto colectivo : o cricket. Nesses anos estão marcadas pela fundação do clube profissional inglês « All-England Eleven ». Esta formação efectua rondas que fazem muito para a popularização do jogo. Nos Estados Unidos, é o basebol que é o primeiro desporto colectivo a superar o Rubicon em 1864 com o primeiro caso conhecido de profissionalidade : A. J. Reach recebe efectivamente um salário quando abandona os Philadelphia Athletics para apanhar Brooklyn. Em 15 de março de 1869 mantém-se o primeiro partido de basebol implicando um clube profissional : os Cincinnati Red Stockings. Esta eleição permite ao clube de contratar os melhores jogadores e os resultados não se fazem esperar : neste 15 de março, Antioch College está varrido 41 a 7. Em 4 de maio de 1871, Forte Wayne Kekiongas impõe-se 2-0 em frente a Cleveland’s Forest City Club por motivo do primeiro jogo da liga profissional de basebol (Nacional Associação). A fundação em Havana da primeira liga cubana profissional de basebol tem lugar em 29 de dezembro de 1878.
Os novos desportos individuais são tocados igualmente por este movimento de profissionalização desde o meio do século XIX. Assim, desde os anos 1850, os torneios britânicos de golfe estão dotados de prêmio em numerário. Em França, os carreiras a pé são dotadas igualmente de prémio em numerário desde 1853. Durante três décadas, os corredores profissionais franceses vestem-se de apelidos como « Cerf Volante », « O homem éclair » ou « o homem vapor ». No meio dos anos 1880, Georges de Saint-Clair e Ernest Demay lançam uma campanha de "purificação" do atletismo francês e obtêm a proibição destas carreiras profissionais. Em reacção à política de « purificação » do atletismo francês levada desde o meio dos anos 1880 pela proibição de carreiras dotadas de prémios em numerário, a União das Sociedades Profissionais de Atletismo é criada em Paris. Uma federação do mesmo tipo é fundada em Paris no seguimento com relação à natação.
O futebol inglês toma contacto com a profissionalidade em 1876 e os primeiros casos de profissionalidade no futebol inglês em Sheffield com Peter Andrews (Sheffield's Heeley Club) e J. J. Lang (The Wednesday). Em 1882, a federação inglesa (FA) autoriza o reembolso das quotas para os jogadores com relação aos encontros da FA Cup, mas proibe a profissionalidade cujo uso se difunde no entanto inexoravelmente. Após dois anos de debates, a FA autoriza finalmente a profissionalidade em 20 de julho de 1885, mas mantém esconder este estatuto. As demais federações britânicas (sobretudo aquela da Escócia), mas também a Sheffield Associação são opostas. Esta evolução está querida pelos clubes do norte e do centro da Inglaterra enquanto o sul do país, Londres inclusive, quer conservar os « valores » do amadorismo.
Encontrar o mesmo movimento anti-profissional na França neste mesmo período. O ciclismo tem adoptado a partir de agora o status profissional, e os detentores do amadorismo penam a indignar o fenómeno. Em Londres, o clube de futebol do Real Arsenal resulta o Woolwich Arsenal e passa a profissional em 1891. É o primeiro clube do Sul do país a optar para este status. Em 20 de setembro de 1893, um voto contra que recusa a profissionalidade no rugby se mantém em Londres. Durante a assembleia geral do Rugby Futebol Associação. De numerosos votantes vindos do Norte do país não têm podido exercer o seu direito de voto, e aparece claro que estes nortenhls teriam claramente fazer submergir a balança a favor de uma adopção da profissionalidade... Em reacção, em {{|29|agosto|1895}}, a fundação em Huddersfield da Northern Futebol Union por 22 clubes do Norte da Inglaterra relaxam pela atitude limitada do Rugby Futebol Union que implica, sobretudo, a profissionalidade. É o ponto de saída do rugby à XIII (rugby league), ainda que a passagem de 15 a 13 jogadores remonta só a 1906.
Os detentores do amadorismo são as classes fáceis parisienses e londrinas que não admitem de compartilhar as mesmas atividades que o baixo povo... O Racing club de France que foi criado em 1882 contrata exclusivamente os seus membros entre as melhores famílias parisienses e marcha em cruzada contra o veneno da profissionalidade. A federação multi-desportiva da USFSA é formada sobretudo para escapar a este perigo profissional. É nesta federação que Pierre de Coubertin se apoia para renovar os Jogos Olímpicos em 1896. Assim, o JJOO fár-se-ão, um século que duração, os ideais do amadorismo.